# LGBT práva ve Švýcarsku

Duhová mapa Švýcarska

Duhová vlajka Švýcarska

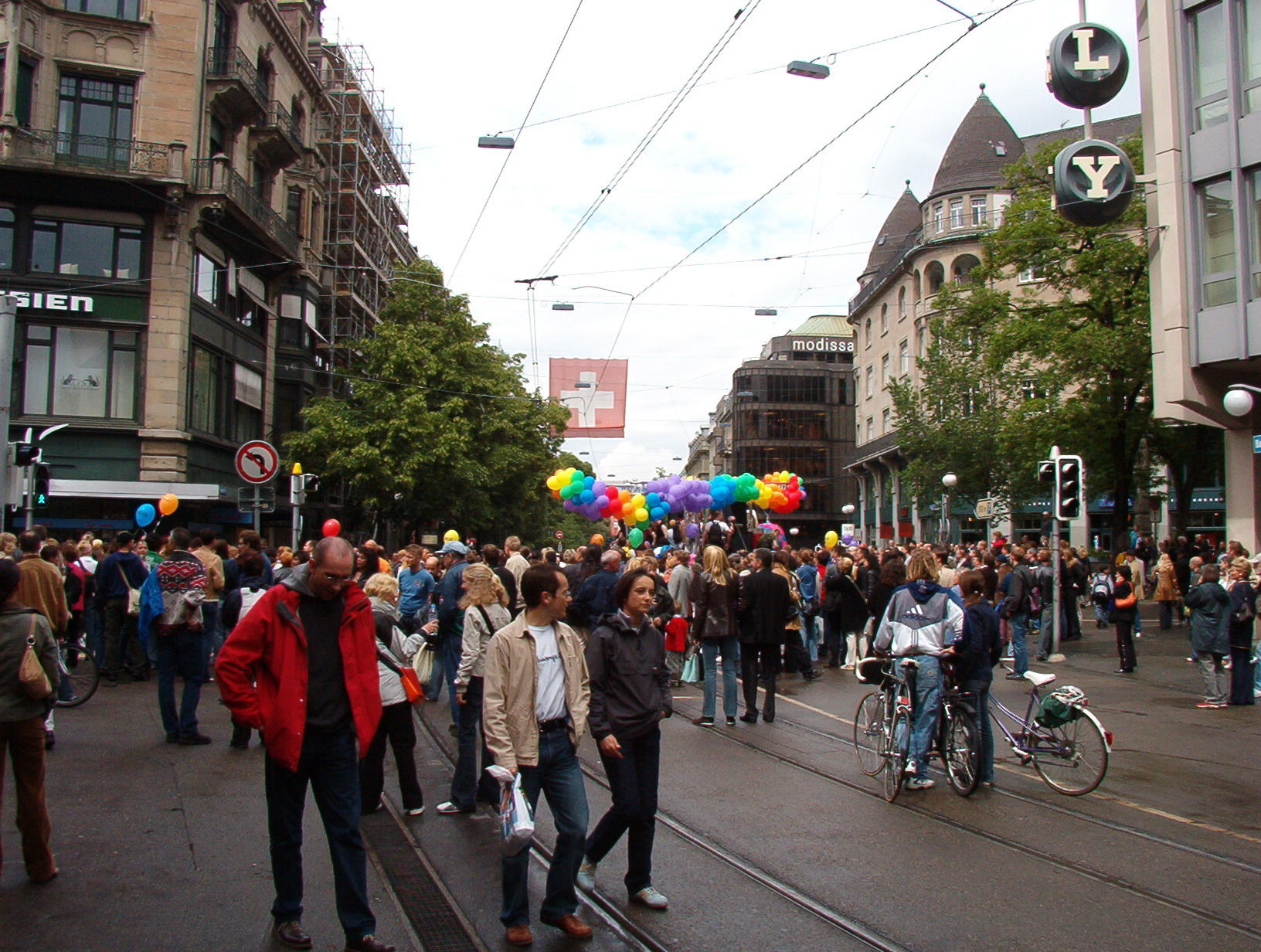
Gay Pride v Curychu

Práva leseb, gayů, bisexuálů a translidí (LGBT) jsou ve Švýcarsku hodnocená z hlediska evropských standardů jako velmi progresivní. Dokonce i samotné švýcarské LGBT dějiny jsou ve srovnání s jinými evropskými státy a západním světem jako takovým jedny z nejliberálnějších, a to počínaje 40. lety 20. století a konče referendem konaném 26. září 2021, v němž se 64 % oprávněných voličů vyslovilo pro legalizaci stejnopohlavních sňatků, adopce dětí homosexuálními páry a zpřístupnění asistované reprodukce lesbickým párům. Veškeré legislativní změny přijaté v celostátním plebiscitu se stanou účinnými 1. července 2022.
Stejnopohlavní sexuální akty konané mezi dospělými osobami jsou ve Švýcarsku legální od roku 1942. Legální věk způsobilosti k pohlavnímu styku byl pro obě sexuální orientace sjednocený po kladném výsledku květnového referenda v roce 1992. Od roku 2007 mají homosexuální páry oficiální status po referendu konaném v červnu 2005. O právních aspektech tranzice se ve Švýcarsku diskutovalo od roku 1993 do roku 2010, kdy se tamní úřady shodly na jednotné praxi registrace úřední změny pohlaví bez nutnosti chirurgického zásahu. Švýcarská spolková ústava (čl. 8) garantuje všem občanům právo na rovné zacházení s přímým zákazem diskriminace na základě "zvoleného životního stylu". Po únorovém referendu v únoru 2020 jsou ve Švýcarsku trestné jakékoliv formy diskriminace na základě odlišné sexuální orientace.
Předními švýcarskými LGBT lidskoprávními organizacemi jsou Lesbenorganisation Schweiz for lesbian rights (založená v roce 1989), Pink Cross for LGBT rights (založený v roce 1993) a Transgender Network Switzerland (založený v roce 2010). Od roku 2010 se všechny tyto skupiny sdružují pod společným názvem LGBTI, čímž dávají oficiálně najevo svůj zájem na ochraně lidských práv "leseb, gayů, bisexuálů, translidí a intersexuálů". Intersex organization Zwischengeschlecht campaigns for intersex rights and bodily autonomy.

## Stejnopohlavní sexuální aktivita
Homosexualita je legální ve všech švýcarských kantonech od roku 1942. Předtím tomu tak bylo pouze v Ženevě, Tiscinu, Vaudu a Valois, kde byla legální už od roku 1798 po přijetí Napoleonského zákoníku.
Vyšší věk legální způsobilosti k homosexuálním aktům (20 let pro homosexuální a 16 let pro heterosexuální) byl zrušen v rámci revize trestního práva v roce 1992. 17. května 1992 se konalo celonárodní referendum, v němž se 73 % voličů vyslovilo pro reformu švýcarské federální legislativy o sexuálních zločinech, včetně zrušení veškerých diskriminačních ustanovení o homosexualitě. Podle článku 187 švýcarského trestního zákona je legální věk způsobilosti k pohlavnímu styku stanovený na 16 let.

## Stejnopohlavní soužití

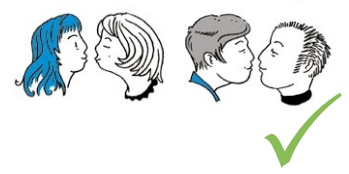
"Stejnopohlavní partnerství je ve Švýcarsku zcela normálním fenoménem". Vládní ilustrace pro uprchlíky, 2016.

### Registrované partnerství
Registrované partnerství (pouze pro páry stejného pohlaví) je ve Švýcarsku legální od 1. ledna 2007, kdy se stal účinným zákon o registrovaném partnerství. Kantony Ženeva, Fribourg, Neuchatel a Curych měly už tou dobou své vlastní zákony o registrovaném partnerství. V roce 2007 byl poměr mezi uzavřenými registrovanými partnerstvími a manželstvími v Curychu 1:10.

### Stejnopohlavní manželství
Stejnopohlavní sňatky jsou ve Švýcarsku legální po kladném výsledku referenda konaného 26. září 2021, kdy se 64,1 % oprávněných voličů vyslovilo pro novelu občanského zákoníku zpřístupňující manželství homosexuálním párům, včetně společných adopcí dětí a asistované reprodukce pro lesbické páry. Příslušný zákon se stane účinným 1. července 2022.
Autorkou příslušného návrhu zákona o stejnopohlavním manželství je švýcarská poslankyně Kathrin Bertschy za (Švýcarská zelená liberální strana - Green Liberal Party of Switzerland). Švýcarský federální parlament jej přijal 18. prosince 2020 se všemi pozměňovacími návrhy, včetně ustanovení o umělém oplodnění lesbických párů. Pro Švýcarsko je typické značné využívání institutu takzvané přímé demokracie, kdy se v případě získání minimálního počtu 50 000 podpisů do tří měsíců od přijetí zákona koná lidové hlasování neboli referendum, čehož v reakci na legislativní vývoj využila pravicová Federální demokratická unie Švýcarska (Federal Democratic Union of Switzerland - EDU), které se podařilo získat 61 027 podpisů.

### Náboženské komunity
- V červnu 2019 vyjádřily Švýcarské protestantky (Protestant Women of Switzerland) podporu legalizace stejnopohlavních manželství a asistované reprodukce pro lesbické páry.[11]
- V červnu 2019 podpořila stejnopohlavní manželství a asistovanou reprodukci lesbických párů také Švýcarská unie katolických žen (Swiss Union of Catholic Women).[12]
- V listopadu 2019 podpořila Švýcarská protestantská církev předložení návrhu zákona o civilních sňatcích homosexuálních párů.[13]
- V srpnu 2020 podpořila Starokatolická církev Švýcarska oddávání homosexuálních párů na církevní půdě.[14]

### Adopce a rodičovství
Svobodní jednotlivci bez ohledu na sexuální orientaci smějí osvojit dítě. Návrh zákona umožňující adopci dítěte partnera přijal švýcarský parlament na jaře 2016. Jeho odpůrci se tehdy neúspěšně pokoušeli o referendum. Zákon se stal účinným 1. ledna 2018. Koncem prosince 2018 podle statistik využilo této možnosti 173 homosexuálních párů. Do celkového počtu podaných žádostí o adopci dítěte registrovaného partnera nejsou zahrnuty kantony Lucern, Thurgau a Curych. 22 žádostí bylo podáno v Ženevě a 20 v Lausanne.
Společné adopce dětí homosexuálními páry byly ve Švýcarsku až do legalizace stejnopohlavních sňatků neuzákoněné, protože podle dřívějších švýcarských zákonů je mohly využívat pouze manželské páry.

## Diskriminace

### Anti-diskriminační zákony
Švýcarská ústava (čl. 8) garantuje všem občanům rovnost před zákonem a v diskriminačních důvodech pracuje s termínem "životní volba".
Švýcarské právo rovněž uznává princip svobody shromažďování. Zákaz diskriminace v soukromé sféře je limitovaný. Jedinou výjimku tvoří rovné zacházení žen a mužů. (SR 151.1) a opatření proti rasové, etnické a náboženské diskriminaci (StGB Art. 261bis). Právě kvůli této situaci bylo v posledních letech zaznamenáno několik občanskoprávních sporů týkajících se obtížné definovatelného právního přístupu k "osobní svobodě" (ZGB 28a). Ochrana před diskriminačním ukončením pracovního poměru je garantovaná ustanovením o vlastnostech, na něž má druhá strana právo povahou její osobnosti. Výjimku tvoří případy, kdy by tato vlastnost mohla nějak narušovat povahu pracovní smlouvy či jinak narušovat pracovní prostředí.
Nicméně soudních případů řešících diskriminaci tohoto typu se řešilo ve Švýcarsku velmi málo.
Podle statistiky se v r. 2015 řešilo 7 kauz, z nichž ani jedna se netýkala homofobní nebo transfobní diskriminace.
7. března 2013 předložil Mathias Reynard, člen Sociálnědemokratické strany, ve švýcarském parlamentu návrh zákona trestající veškerou "diskriminaci a projevy nenávisti" (discrimination et incitation à la haine) na základě rady, etnika, náboženství nebo sexuální orientace.
11. března 2015 byl návrh přijat Národní radou v poměru 103:73. 23. dubna 2015 tento návrh podpořila Komise pro právní záležitosti při Radě kantonů.
V květnu 2016 přihlédlo švýcarské Federální shromáždění ke zprávě vydané "Švýcarským centrem pro posouzení lidských práv", která doporučuje rozšíření legislativy proti rasové diskriminaci o homofobní i transfobní (včetně zjednodušení přístupu ke změně pohlaví).

### Vojenská služba

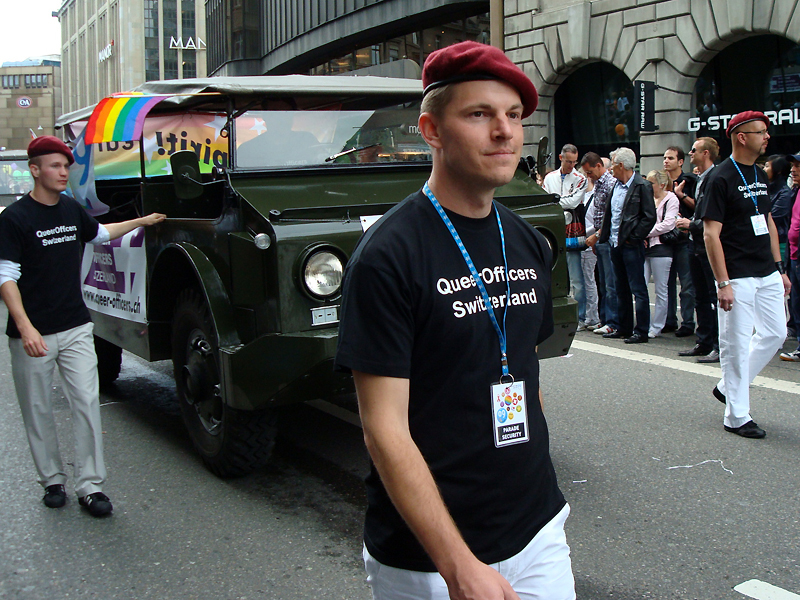
Členové Švýcarských ozbrojených sil na LGBT festivalu

Od r. 1992 nepracuje vojenské trestní právo s homosexualitou a bisexualitou.

### Dárcovství krve
V r. 1977 byl přijat zákaz přijímání krve od homosexuálních a bisexuálních mužů. V pozadí stála pandemie viru HIV/AIDS.
V červnu 2016 oznámil Švýcarský červený kříž záměr požádat Swissmedic, švýcarský Úřad pro kontrolu léčiv, který má v této věci poslední slovo, o zrušení zákazu. Podle nových pravidel můžou gay a bisexuální muži darovat krev a kmenové buňky po jednoroční zkušební lhůtě, a to počínaje lednem 2017.

### Změna pohlaví
Po rozhodnutí Federálního soudu (BGE 119 II 264) je přípustná úřední změna pohlaví po předešlé operaci. V únoru 2010 se rozhodnutí Federálního soudu doplnilo o kantonská nařízení Ministerstva spravedlnosti, vnitra a policie a Federálního úřadu pro občanskou registraci umožňující změnu pohlaví bez chirurgického zásahu. Federální úřad doplnil nařízení o fakt, že na základě dělby moci se týká pouze kantonálních výkonných orgánů, nikoli soudů. Federální úřad pro občanskou registraci taktéž ustanovil, že manželství lze změnit na registrované partnerství, pokud si jeden z manželů nechá úředně změnit pohlaví.

### Konverzní terapie
13. března 2016 navrhla konzervativní demokratka Rosmarie Quadrantiová návrh zákona zakazující praktikovat konverzní terapii na LGBT mládeži. Když jsem se doslechla o těchto pseudopraktikách, byla jsem zděšená. Nemyslela bych si, že se ještě s něčím takovým můžeme v 21. století sekat," uvedla politička.
26. března se k návrhu poslankyně Quadrantiové vyjádřila i Federální rada. V jejích slovech ji podpořila s tím, že je konverzní terapie krutá, nebezpečná a neefektivní. Nicméně prohlásili se za nemístně příslušné v této věci rozhodovat, a tudíž řešení této problematiky odkázali na kantony, mládežnické organizace a soudy. Rada rovněž připomněla, že takové praktiky jsou ve Švýcarku již de facto ilegální, a že není třeba přijímat další opatření. Každý, kdo je příslušník nějaké menšiny, a cítí se v ohrožení, se má možnost dovolat ochrany ze strany státu. Navíc Švýcarsko má velmi dobře rozvinutou síť veřejných i soukromých institucí, které velmi dobře se státem spolupracují.Oficiální vyjádření švýcarské vlády:
| „ | Tyto pseduoterapie nejsou jenom neefektivní, nýbrž také jedním z druhů týrání dětí a mladistvých. Společnost je povinná je od takových praktik ochránit v zájmu ochrany jejich fyzického i duševního zdraví. | “ |

## Společnost

### Politické strany
LGBT práva jsou podporovány většinovými politickými stranami jako jsou Sociální demokracie, Zelení, Zelená liberální strana a Konzervativně demokratická strana. Mezi oponenty patří Švýcarská křesťanskodemokratická lidová strana a Švýcarská lidová strana. Svobodná demokratická strana: Liberálové je v této otázce nekonzistentní.

### Veřejné mínění
Anketa spuštěná gay organizací Pink Cross v r. 2016 zdokumentovala, že 69 % Švýcarů podporuje stejnopohlavní manželství, zatímco 25 % je proti a 6 % nerozhodnuto.
Podle politické orientace se jedná o 94 % voličů Zelených, 63 % Křesťanské demokracie a 59 % Švýcarské lidové strany.

### Aktivismus
Od poloviny 90. let se koná každoroční Coming Out Day na několika veřejných místech. Jeho cílem je podpora LGBT komunity a rozvoj pozitivního vztahu k jejich identitě, zejména u LGBT mládeže.
Claude Janiak, státní kancléř, senátor a bývalý předseda Rady kantonů se podílí na prevenci AIDS, Network a Pink Cross.
"Gay Hapiness Index" (GHI) zařadil Švýcarsko v průzkumu PlanetRomeo na deváté místo, čímž se nachází nad Lucemburskem a pod Nizozemskem, se skórem 70.

## Souhrnný přehled
| Legální stejnopohlavní styk                                                             | (1942)                                 |
| Stejný věk legální způsobilosti k pohlavnímu styku pro obě orientace                    | (1992)                                 |
| Anti-diskriminační zákony v zaměstnání                                                  | (1999)                                 |
| Anti-diskriminační zákony v přístupu ke zboží a službám                                 | (1999)                                 |
| Anti-diskriminační zákony v ostatních oblastech (homofobní urážky, zločiny z nenávisti) | (2020)                                 |
| Stejnopohlavní manželství                                                               | (2022)                                 |
| Jiná forma stejnopohlavního soužití                                                     | (2007)                                 |
| Adopce dítěte partnera                                                                  | (2018)                                 |
| Společná adopce dětí stejnopohlavními páry                                              | (2022)                                 |
| Gayové a lesby smějí otevřeně sloužit v armádě                                          | (1992)                                 |
| Možnost změny pohlaví (od r. 2010 není podmínkou pro úřední změnu chirurgická operace)  | (1993)                                 |
| Přístup k umělému oplodnění pro lesbické ženy                                           | No                                     |
| Zákaz léčení homosexuality (de facto)                                                   | (Potvrzen v r. 2016)                   |
| Náhradní mateřství pro gay páry                                                         | No                                     |
| MSM smějí darovat krev                                                                  | / (1letá zkušební lhůta od ledna 2017) |